# 사관과 장미
사관과 장미(Oficir S Ruzom, The Officer With A Rose)는에서 제작된 데잔 소락 감독의 1987년 드라마, 멜로/로맨스 영화이다. 세니자 파직 등이 주연으로 출연하였다.

## 출연

### 주연
- 세니자 파직
- 자르코 라우세빅
- 드라가나 머킥

### 조연
- 슬라브코 유라가
- 스벤 메드베섹